# Qeshm
Qeshm (en persa: قشم - pronunciado kē´shm) es una isla situada en el estrecho de Ormuz en la costa meridional de Irán y al este del golfo Pérsico. Fue una antigua posesión portuguesa.
El 2017 fue incluida en la red global de geoparques apoyada por la Unesco. El 2006 ya había sido incluida en la red, pero perdió el estatus en 2013 debido a que no se atendieron ciertos problemas ambientales y sociales de la isla.
En 2007 fue presentada por Irán e incluida en la lista indicativa de Patrimonio de la Humanidad, una lista de nominaciones que realiza un estado que luego será evaluada para ser declarada o no como Patrimonio de la Humanidad.

## Geografía
La isla de Qeshm se encuentra a unos pocos kilómetros de la costa meridional de Irán, enfrente de las ciudades portuarias de Bandar Abbas y Bandar Khamir. La isla, que tiene una zona de jurisdicción libre de 300 kilómetros cuadrados, tiene 135 km de largo, y queda estratégicamente en el estrecho de Ormuz, justo a 60 km del puerto omaní de Khasab y alrededor de 180 km del puerto de EAU de Puerto Rashid. La isla, en su punto más ancho, ubicado cerca del centro, se extiende 40 km. De manera semejante, en su punto más estrecho, la isla tiene 9,4 km. La isla tiene una superficie de 1491 km² y es 2,5 veces el tamaño de Baréin y 3 veces el de Singapur. La ciudad de Qeshm, ubicada en el punto más oriental de la isla, está a 22 km de Bandar Abbas mientras que el punto de la isla más cercano al continente queda a 2 km.
La temperatura media de la isla es de aproximadamente 27 °C en los meses más cálidos de junio a agosto y siendo los más fríos de octubre a enero. La pluviosidad media es de 183,2 mm.
La isla comprende 59 ciudades y pueblos y la población local es de aproximadamente 100 000 habitantes. En el censo de 1996 tenía poco más de 70 000.

## Historia

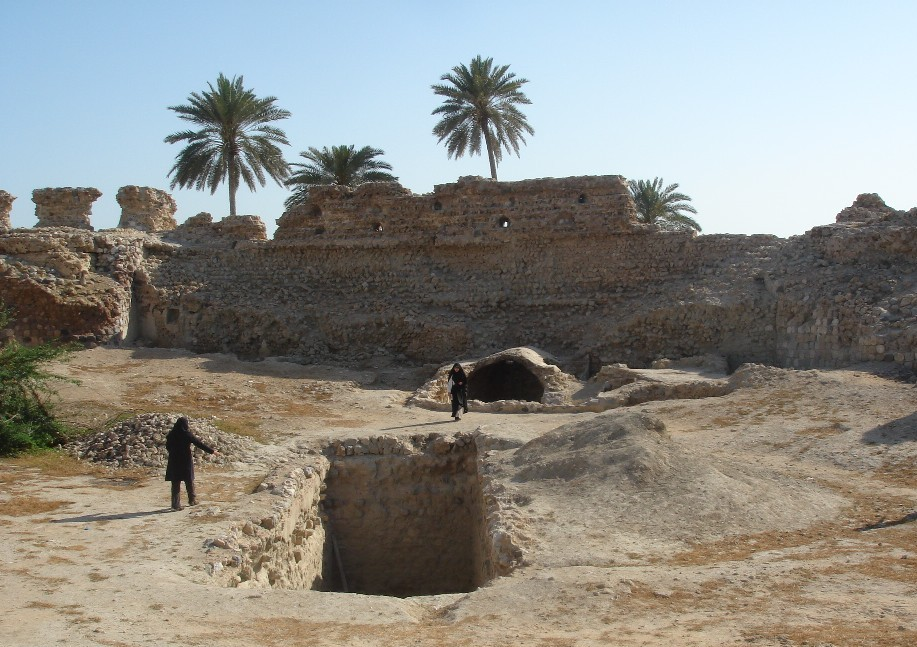
Castillo portugués en Qeshm

Según la Cassells Bible, en Qeshm se encontraría el Jardín del Edén.
Históricamente, Qeshm se remonta a la era preislámica. Los nombres de Qeshm, Keshm, Kish y Tunb marcan la larga estancia de los ilámidas en la zona siglos antes del nacimiento de Cristo. Es, aparentemente, la isla llamada Alejandría o Aracia por Ptolomeo (Libro 6, capítulo IV), en el siglo II y como Alejandría por Amiano Marcelino (xxiii.6.42) en el siglo IV. Debido a su posición geopolíticamente estratégica, cerca de la entrada al golfo Pérsico, ha sido frecuentemente atacada por invasores, entre ellos ilámidas (elamitas), omeyas, abasíes así como los portugueses y los británicos, cuyos estragos aún son evidentes. Según los documentos históricos, Qeshm ha sido famosa como un centro de comercio y navegación. Su economía floreció durante las épocas yamileh y búyida, pues barcos mercantes navegaban entre ella y China, India y África.
La posición de la isla por los portugueses, fue el centro comercial más grande del reino, a partir de finales del mes de septiembre de 1552, el almirante turco Piri Reis la atacó, por su gran interés de obtener la cantidad de mercancías, como el oro, la plata y monedas, que era el premio mayor que se puede encontrar en todo el mundo.
El explorador William Baffin fue mortalmente herido en Qeshm en 1622 durante una batalla contra las fuerzas portuguesas, en la que la isla fue ocupada por una coalición anglo-persa.
La posición persa en la isla de Qeshm era débil, por esa razón, en 1625 Abás el Grande decidió entregar a los portugueses el puerto de Kong (Provincia de Hormozgán), floreciendo de nuevo el comercio portugués en la zona. En 1640 el inicio de la guerra de Restauración portuguesa, supuso el debilitamiento de la posición de Portugal. En 1645 los neerlandeses ocuparon la isla que intercambiaron con el Sah Abbás II por la de Jark.
La isla sería conquistada por los británicos en 1820, que la mantuvieron en su poder hasta su devolución a Irán en 1935.
El 3 de julio de 1988, un Airbus A300 de Iran Air (Vuelo 655 de Iran Air) fue derribado por el crucero lanzamisiles USS Vincennes (CG-49), justo al sur de la isla, y dio como resultado la muerte de 290 civiles. Los restos cayeron a 2,5 kilómetros de la costa meridional de Qeshm.
En los años 1990 fue creada la zona de libre comercio de Qeshm (Qeshm Free Zone, véase Economía para desarrollarlo como un centro del comercio internacional. El terremoto del 27 de noviembre de 2005, cuyo epicentro estuvo alrededor de 1500 km al sur de Teherán, cerca del golfo Pérsico, afectó tanto a la isla de Qeshm como a la ciudad de Bandar Abbas.

## Economía
Sus habitantes se dedican a la pesca, la construcción de dous, el comercio y los servicios. Más aún, hay aproximadamente otros 30 000 en administración, industria y estudiantes. En la escasa tierra cultivada hay dátiles y melones. Se recoge sal en salinas de la costa sureste.
En 1991, la isla fue transformada en una zona de libre comercio con el propósito de crear la zona libre más grande entre Europa y el Lejano Oriente. En el primer plan decenal, en la nota 19, la ley permitió la creación de zonas de libre comercio y se identificaron tres lugares como tales en el año 1991. Además de Qeshm, eran la isla de Kish y Chabahar. En el año 1994, después de ser aprobado por el Majlis (Parlamento iraní), las provisiones de estas zonas de libre comercio se identificaron y como tales, una superficie de 300 km² en la isla de Qeshm recibieron la designación de zona de libre comercio. Con tal fin, la isla de Qeshm vio cómo le concedían considerable libertad de maniobra para establecer sus propias políticas, independientes del gobierno central. Sin embargo, la isla conserva las ventajas asociadas con su conexión al continente, incluyendo los derechos a explorar y desarrollar las oportunidades de crudo y gas.
Estas zonas de libre comercio establecidas durante los últimos treinta años con gran éxito sirven como un puente entre las economías local, regional y global. En general, las zonas de libre comercio tienen varios puntos en común y sirven para incrementar las exportaciones, atraer capital nacional y extranjero, transferir tecnología, expandir el comercio extranjero, formar personal técnico cualificado, obtener experiencia en la dirección y alinear las economías local, regional y global.

## Turismo

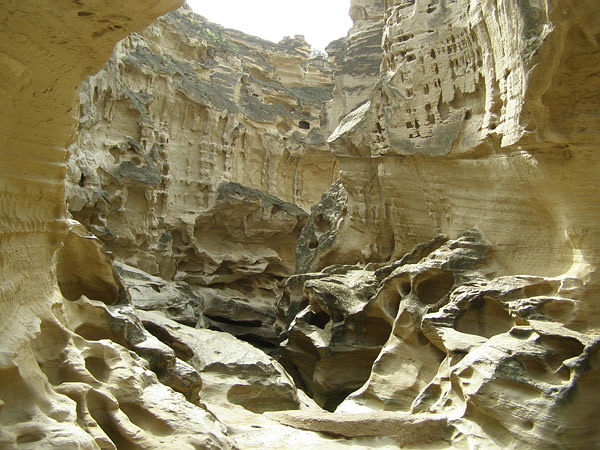
Valle de Chahkouh

La isla de Qeshm es famosa por su amplia gama de atracciones ecoturísticas como los bosques marinos de Hara, bosque tropical y subtropical. Según los ecologistas, alrededor de un 1,5 % de las aves del mundo y 25 % de las aves nativas de Irán anualmente emigran a los bosques de Hara que es el primer geoparque nacional.
Un antiguo castillo portugués, mezquitas históricas, los santuarios de Seyyed Mozaffar y Bibi Maryam, varias lagunas y manglares están entre las atracciones turísticas de la isla, que se alza sobre las aguas turquesas del golfo Pérsico. Algunas cúpulas, cuevas saladas, el área conservada de en el pueblo de Shibderaz donde las tortugas incuban así como numerosos puertos y embarcaderos están entre los potenciales turísticos de la isla.
Actualmente, Qeshm atrae miles de turistas cada año por sus bellezas naturales y modernos centros comerciales. Hay hoteles y moteles en la isla.